# Богуслав VIII
Богуслав VIII (нем. Bogislaw VIII., пол. Bogusław VIII; 1364 — 11 февраля 1418) — герцог Померанско-Слупский, из династии Грифитов и управляющий епископством Каммин.

## Биография
Богуслав VIII был сыном герцога Померанского Богуслава V в его втором браке — с дочерью Эрнста I, герцога Брауншвейгского-Грубенхагена, Адельгейде. После смерти отца в 1374 году Богуслав с двумя другими своими кровными братьями Вратиславом VII и Барнимом V находится под опекой своего единокровного брата (от первого брака Богуслава V, с Елизаветой Польской) герцога Казимира IV. После смерти последнего через три года, в 1377, Слупское княжество остаётся трём кровным братьям. Богуслав, будучи вторым из них по старшинству, выбирает духовную карьеру.
После того, как император Священной Римской империи Вацлав IV назначил своего канцлера Иоганна Бруна епископом Каммина, местный соборный капитул посчитал это угрозой своей независимости в вопросах выбора первосвященника. Тем более, что капитул уже выбрал на этот пост одного из своих членов, Иоганна Вилкинса. В связи с этим соборный капитул заключил с Богуславом в Каммине 24 августа 1387 года соглашение, согласно которому последний становился наследственным фогтом этого церковного владения. По этому соглашению Богуслав получал под своё управление города и замки Кольберг, Кёслин, Кёрлин, Массов, Тарнхузен, Польнов, Бублиц и Занов, право на получение выкупа заложенных церкви земель и, до выплаты долга, также владение Ниссбраухом. Согласно второму соглашению от 7 декабря 1387 года, заключённому соборным капитулом и братьями Богуслава, права Богуслава были конкретнее определены и он становится администратором (управляющим) Каммина на время отсутствия находившегося в Риме епископа. После того, как епископ Иоганн Брун, не признавший прав Богуслава как администратора Каммина, дождавшись своего утверждения в Риме в сане епископа, там же и скончался в 1394 году, Богуслав становится его преемником как епископ Камминский. В том же году умирает Вратислав VII, старший брат Богуслава, в связи с чем он получает не только епископство, но и герцогство Померанию. Управление Каммином оспаривалось избранным частью капитула «епископом» Иоганном I, герцогом Оппельнским, однако безуспешно. В начале 1398 года Богуслав тем не менее отказывается от епископского сана и духовного звания, и вступает в брак с Софьей Гольштейнской, дочерью Генриха II Железного, герцога Гольштейн-Рендсбурга. Освободившееся место епископа Каммина занимает Николаус фон Шиппенбейль, бывший епископ Кульмский.
Обострившиеся разногласия между Богуславом и его братом Барнимом V привели к тому, что в 1402 было решено разделить герцогство Померанию-Штольп таким образом, что Барниму отходила его третья часть; оставшиеся же 2/3 оставались под совместным управлением Богуслава и его племянника, сына Вратислава VII Эрика Померанского. Фактически раздел герцогства, впрочем, не состоялся – в следующем же, 1403 году не имевший сыновей Барним V умер, и Богуслав законно унаследовал его владения.
Однако теперь Богуслав был втянут в судебную тяжбу, длившуюся в течение всего его дальнейшего правления – с новым епископом Каммина, требовавшим от него части церковных земель, закреплённых за Богуславом во времена администрирования. При этом Николаус фон Шиппенбейль отказывался выплатить Богуславу полагавшийся по закону в таких случаях залог. Так как Богуслав отказался поддаться требованиям епископа, тот отправился искать поддержки в Рим, предварительно перепоручив управление делами Камминского епископства соседнему Тевтонскому ордену, членом которого сам и являлся. В мае 1406 года епископ Николаус пригрозил Богуславу папской буллой и отлучением от церкви, что не сделало герцога более послушным. После возвращения в Каммин в 1408 году епископ наложил интердикт на весь принадлежавший Богуславу регион.
Ввиду нараставшей вражды с польско-литовским союзом гроссмейстер Тевтонского ордена Ульрих фон Юнгинген не пожелал предпринимать против герцога Померании каких-либо карательных мер — так как рассчитывал на его поддержку в войне с Польшей. В 1409 году он передаёт во владение Богуслава земельный лен. Однако Богуслав видел в ордене весьма опасного соседа и придерживался осторожной политики, отказавшись от участия в битве при Танненберге 15 июля 1410 года — в которой Польша разбила войска Тевтонского ордена. За это он был награждён польским королём Владиславом II Ягелло частью пограничных орденских территорий. Впрочем, они находились во владении герцога лишь до 1 февраля 1411 ода. когда между орденом и Польшей был в Торуни заключён мирный договор. В свою очередь вскоре после битвы при Танненберге Богуслав нападает на не защищённое более орденом епископство Каммин, в ночном сражении захватывает епископскую резиденцию Кёрлин и сжигает её. Епископ Николаус фон Шиппенбейль бежал в Восточную Пруссию, где вскоре и умер.
На место епископа Николауса вступил Магнус I, герцог Лауэнбургский, который обратился к Богуславу с прежними требованиями своего предшественника. В поисках папской поддержки Магнус лично отправился на Констанцский собор, где обвинил Богуслава в неподчинении авторитету Церкви. В результате был вынесен новый приговор, согласно которому герцог обязывался к безусловной передаче епископству спорных земель и выплате 40 тысяч гульденов судебных издержек. Он также папской буллой отлучался от церкви. Однако данное решение уже никак не затронуло Богуслава VIII, так как ещё до вынесения приговора он в феврале 1418 года скончался. Несмотря на отлучение, тело его было погребено с полагающимися его званию и сану почестями в кафедральном соборе Каммина. Наследовавший Богуславу VIII его сын, Богуслав IX, сумел прийти к мировому соглашению с церковными властями лишь в 1486 году.

## Дополнения
- genealogie-mittelalter.de Генеалогия померанских герцогов от Богуслава VIII